# جميلة بنت عدوان
جميلة بنت عدوان البارقي: امرأة من بارق الأزد، ذكر شيخ المؤرخين الطبري أنها إحدى زوجات مالك بن النضر الجد الحادي عشر للنبي محمد بن عبد الله ﷺ.وقيل: أنها أم فهر بن مالك الجد العاشر للنبي محمد بن عبد الله ﷺ.

## النسب
جميلة بنت عدوان البارقي ينتهي نسبها إلى بارق بن عدي بن حارثة بن عمرو مزيقياء بن عامر ماء السماء بن حارثة الغطريف بن امريء القيس بن ثعلبة بن مازن بن الأزد.